# Lophoptera aleuca
Lophoptera aleuca är en fjärilsart som beskrevs av George Francis Hampson 1912. Lophoptera aleuca ingår i släktet Lophoptera och familjen nattflyn. Inga underarter finns listade i Catalogue of Life.